# Sordello (Buzzi)
Sordello és una òpera d'Antonio Buzzi en quatre actes amb llibret de Temistocle Solera que va ser representada per primera vegada al Teatro alla Scala de Milà, el carnaval de 1856-57.
Posteriorment, es va representar al teatre Municipal de Piacenza, al carnaval de 1862, amb el títol de L'Indovina, en referència a un dels seus personatges principals.
Salvador Giner Vidal va emprar aquest llibret per a una de les seues composicions primerenques, el 1870, però no va ser estrenada fins a l'u de març de 2013, al Palau de la Música de València.

## Personatges
| Personatge                                  | Tessitura    | Partitura d'Antonio Buzzi Repartiment a la seua estrena 26.12.1856 Director: Eugenio Cavallini | Partitura de S. Giner Repartiment a la seua estrena 01.03.2013 Director: Cristòbal Soler |
| ------------------------------------------- | ------------ | ---------------------------------------------------------------------------------------------- | ---------------------------------------------------------------------------------------- |
| Ezzelino III da Romano (mercenari llombard) | baríton      | Alfredo Didot                                                                                  | Ángel Ódena                                                                              |
| Alba (filla)                                | soprano      | Adelaide Basseggio                                                                             | Svetla Krasteva                                                                          |
| Sordello da Mantova (soldat i trobador)     | tenor        | Antonio Giuglini                                                                               | José Luis Sola                                                                           |
| Indovina                                    | mezzosoprano | Gaetanina Brambilla                                                                            | Cristina Faus                                                                            |

## Argument
Els fets representats succeeixen a Verona i els seus voltants, l'any 1259.
ACTE I. En les muntanyes de Verona. Al fons el monte Baldo. Ezzelino, mercenari llombard en guerra amb diverses ciutats italianes, ha guanyat algunes batalles i manté tancats els presoners en el seu palau de Verona. Azzo d'Este i Sambonifacio, en precencia d'un grup de persones que han vingut de les principals ciutats, demanen a Ezzelino la mà de les seues germanes. Sordello, valent soldat i trobador, li sol·licita la mà de la seua suposada filla Alba, però ell està secretamente enamorat d'ella i pretén fer-la la seua esposa, ja que, en realitat, va ser adoptada per Ezzelino i la seua esposa quan este va donar mort a son pare Della Porta i va ultratjar sa mare. Des de llavors sa mare, disfressada d'endevina, serveix Ezzelino com a pitonisa i consellera, per tal d'estar prop d'Alba.
ACTE II. En l'habitació de l'endevina. Alba acudeix a l'endevina i descobreix que és sa mare. Més tard, Ezzelino arriba per a comptar-li el seu pla a l'endevina: com ara que Alba està enamorada de Sordello, ell fingirà que està content i els oferirà celebrar el casament al seu palau. Per contra, li demana a l'endevina que prepare un beuratge mortal per a Alba i se'l done en la festa de les esposalles amb Sordello, perquè, si no pot ser seua, no vol que ho siga de ningú més.
Festa en els jardins del palau d'Ezzelino. Tots estan feliços menys Alba, que ha sigut advertida per l'endevina que li serà subministrat un beuratge amb un efecte passatger -i no mortal com creu Ezzelino-, i Azzo, que acaba de rebre males notícies del front: diversos nobles com Pelavicino, Martin Della Torre i Adda estan en dificultats i ha de partir. Alba es pren el beuratge preparat per l'endevina, i immediatament empal·lideix per acabar desmaiant-se en braços de Sordello, que acudeix en la seua ajuda.
ACTE III. Prop del palau d'Ezzelino. Els seus enemics estan ja a les portes del palau. L'endivina acudeix a Sordello per a demanar-li que salve a la pàtria del tirà Ezzelino i a canvi li promet tornar a Alba a la vida. Sordello convenç els seguidors d'Ezzelino que se subleven i els promet la benedicció del Vaticà, que anatemitzarà a Ezzelino. Apareixen en palau un grup de soldats i Turcazzano s'avança per a donar mort a Ezzelino, però este es defén. L'endevina li demana que no es venge perquè és el desig dels déus i deixe partir als sublevats. Ezzelino decideix desterrar-los en lloc de matar-los i l'endevina beneïx a Sordello i als desterrats i els anima a continuar lluitant.
ACTE IV. Església dels benedictins a Verona, segellada per la inquisició. Els hòmens i dones del poble que tornen del treball comenten que no es pot entrar a resar. Turcazzano i Sordello tornen de la batalla contra Ezzelino, victoriosos, i Sordello reclama a l'endevina que li torne a la seua amada. Apareix Alba per a sorpresa de Sordello, i compta que està trista perquè sa mare, l'endevina, corre perill. Sordello, al saber que són mare i filla s'ofereix per a alliberar-la. L'endevina està en poder del poble, que la responsabilitza de les malifetes d'Ezzelino i morirà en el patíbul. Esta es disposa a morir quan arriben Alba, Turcazzano, Sordello i els seus hòmens a alliberar-la, i relaten al poble que és una dona bondadosa i que ha lluitat per aconseguir alliberar al poble dels tirans.